# World (sång av The Bee Gees)
World är en popsång av The Bee Gees, komponerad av Barry, Robin och Maurice Gibb. Den utgavs som singel i december 1967 och medtogs på studioalbumet Horizontal som kom ut i januari nästföljande år. Liksom gruppens föregående hit "Massachusetts" blev "World" en internationell hit, utom i Nordamerika där den inte gavs ut som singel. Låttexten är en reflektion över en människas mening med tillvaron i världen.

## Listplaceringar
| Lista (1967-1968) | Position             |
| ----------------- | -------------------- |
| Australien        | 5 (Go Set)           |
| Danmark           | 4 (DR "Top 20")      |
| Finland           | 10                   |
| Frankrike         | 12                   |
| Irland            | 18                   |
| Nederländerna     | 1                    |
| Norge             | 6 (VG-lista)         |
| Nya Zeeland       | 2 (NZ Listner)       |
| Schweiz           | 2                    |
| Storbritannien    | 9 (UK Singles Chart) |
| Sverige           | 3 (Kvällstoppen)     |
| Sverige           | 4 (Tio i topp)       |
| Västtyskland      | 1                    |
| Österrike         | 5                    |